# Nunzia Catalfo

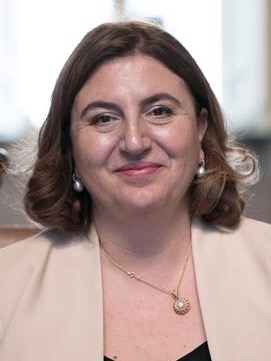
Nunzia Catalfo (2019)

Nunzia Catalfo (* 29. Juli 1967 in Catania, Sizilien, Italien) ist eine italienische Politikerin (M5S). Sie war von 2019 bis 2021 Ministerin für Arbeit und Sozialpolitik im Kabinett Conte II.

## Leben
Catalfo war beruflich im Bereich der Berufsorientierung von Schülern tätig. Seit 2008 ist sie in der Partei Movimento 5 Stelle (M5S) aktiv. Sie wurde 2013 in den Senat gewählt, 2018 wurde sie wieder gewählt. Sie vertritt dort den Wahlkreis Catania. Von 2013 bis 2018 war sie auch Mitglied in der Parlamentarischen Versammlung des Europarates. In dieser Funktion erarbeitete sie die Resolution 2197 der Parlamentarischen Versammlung, die ein Bedingungsloses Grundeinkommen fordert. Seit Juni 2018 war sie im Senat Vorsitzende des Ausschusses für Arbeit und soziale Sicherheit. Die unter ihrer Mitwirkung in Italien eingeführte Grundsicherung hat allerdings trotz des Namens reddito di cittadinanza (Staatsbürgerschaftseinkommen) viel mehr Ähnlichkeit dem deutschen Arbeitslosengeld II (Hartz IV) als mit einem Bedingungslosen Grundeinkommen.
Im 2. Kabinett von Giuseppe Conte, das seit dem 5. September 2019 amtierte, war sie als Nachfolgerin ihres Parteifreundes Luigi Di Maio Ministerin für Arbeit und Sozialpolitik. Ihre Amtszeit als Ministerin endete mit dem Amtsantritt des Kabinett Draghi am 13. Februar 2021.